# Foederati
Foederati (meervoud van Latijn foederatus, “verbonden”) is een term die nu vooral geassocieerd wordt met de Barbaarse stammen die in de loop der tijd door de Romeinen geaccepteerd werden als bondgenoten, mede ter verdediging van de Rijksgrenzen. Het begrip is echter ouder dan deze tijd.

## Tijdens de Republiek
In de eerste eeuwen voor Chr. had Rome al een systeem waarbij de verschillende stammen op het Apennijns Schiereiland opgedeeld waren in bepaalde “klassen” al naargelang hun relatie met de Romeinen. De Latijnen werden als Romeinse bloedbroeders beschouwd. Daarna kwamen de foederati: zij hadden het Romeins burgerrecht niet, maar waren verbonden aan Rome met een plechtig, formeel en eeuwigdurend bilateraal hulpverleningsverdrag (in het Latijn foedus, waarvan het woord federatie afkomstig is). De overige volken waren bondgenoten (socii).
Door de onduidelijkheden die deze indeling opleverde werd de onderlinge verbondenheid van “Italische” volken officieel geregeld in de Lex Iulia de civitate Latinis danda (90 voor Chr.). Alle staten werd het Romeins burgerrecht aangeboden waardoor ze alle toe zouden treden tot de Romeinse Republiek (res publica).

## Vanaf de Keizertijd
In de eerste eeuwen na het begin van de jaartelling kreeg het begrip foederati een ruimere invulling. Eerst bonden de Romeinen bepaalde stammen als foederati aan zich door ondersteuning met geld of voedsel. Later werd het foederati steeds vaker toegestaan zich binnen de grenzen van het Romeinse Rijk te vestigen. Door de feitelijke opname binnen het Rijk genoten de foederati een zekere bescherming. Aan de andere kant betaalden de foederati belasting voor deze dienst: ze leverden Rome hulptroepen voor de legioenen. Veel bekende Germaanse aanvoerders die later in opstand zouden komen tegen Rome – zoals Arminius, Julius Civilis en Alarik I -  begonnen hun militaire carrière in het Romeinse leger.
De foederati werden ingekwartierd bij grootgrondbezitters die in de grensgebieden van het Rijk woonden. Dit had uiteindelijk belangrijke gevolgen. De grootgrondbezitters die rijk en tamelijk onafhankelijk van Rome waren kregen er steeds meer moeite mee om hun belasting aan Rome af te dragen. Dit leidde tot een belastinghervorming waarbij de belastingen vooral lokaal georganiseerd werden. Er wordt wel gedacht dat deze opdeling van het Romeinse Rijk in kleine belastingdistricten van invloed is geweest op de latere territoriale opdeling van het Romeinse Rijk.
Intussen werden de Romeinen steeds afhankelijker van de foederati en bleken foederati net zo onbetrouwbaar. De onder zeer gunstige voorwaarden binnengehaalde Visigoten in Thracië (na hun overwinning in de Slag bij Adrianopel (378)) kwamen in 395 in opstand tegen keizer Theodosius I. Desondanks werden de opstandige foederati nooit helemaal uitgeschakeld en soms gewoon met rust gelaten, bijv. de Goten onder Alarik. Dat is deels te verklaren door de komst van de Hunnen die in het gebied ten noorden van de Rijn en Donau hun heerschappij vestigden en als hoofdmacht van de 'barbaren' een veel groter gevaar voor de Romeinen vormden. Dat beseften eveneens de aan de Romeinen verbonden foederati volken als Franken, Goten, Bourgonden en Alanen.

## Ontwikkelingen in de vijfde eeuw
Naarmate de Romeinse macht in de vijfde eeuw verder afnam gingen de foederati in het West-Romeinse Rijk zich steeds onafhankelijker gedragen. Ze maakten deel uit van het laat-Romeinse staatsbestel, handelden binnen dat staatsbestel en probeerden zoveel mogelijk van binnenuit controle en druk uit te houden. Opstanden van foederati kwamen geregeld voor en omstreeks 455 ontstond er een situatie dat er weinig tot geen belasting meer aan de fiscus werd afgedragen.  De lokale Romeinse autoriteiten werden aan de kant geschoven en foederati als de Visigoten en de Bourgonden namen het heft zelf in handen door onafhankelijke koninkrijken te stichten.
In het leger vond een parallelle ontwikkeling plaats. In de loop van de vijfde eeuw werd de militaire sterkte van het Romeinse Rijk grotendeels gebaseerd op eenheden van foederati, meestal geleid door eigen officieren. In 452 kon Attila de Hun slechts verslagen worden met hulp van foederati (die de Visigoten, Bourgonden, Franken en Alanen omvatte). Ten slotte was een van de foederati, de Germaanse stam de Herulen, verantwoordelijk voor het einde van het West-Romeinse Rijk. De laatste West-Romeinse keizer Romulus Augustulus werd afgezet door de opperbevelhebber van de foederati, de Germaan Odoaker. Het resterende Romeinse Rijk gebruikte daarna een andere foederati-aanvoerder Theodorik om Odoaker uit te schakelen.